# Zwillingszikade
Die Zwillingszikade (Tibicen gemellus, Syn.: Lyristes gemellus) gehört zur Familie der Singzikaden (Cicadidae) innerhalb der Ordnung der Rundkopfzikaden (Cicadomorpha).

## Körperbau
Die Art erreicht eine Körperlänge von etwas mehr als 50 Millimetern. Sie besitzt den typischen Habitus der Singzikaden und ist von ihrer Schwesterart, der Großen oder Gemeinen Singzikade Tibicen plebejus, von der sie bis 1988 nicht unterschieden worden ist, nach äußeren Merkmalen nicht sicher unterscheidbar (eine Kryptospezies). Sie ist geringfügig größer als diese und ebenso schwärzlich gefärbt, aber mit etwas ausgedehnterer oranger Zeichnung, häufig durch weiße, wachsartige Abscheidungen überdeckt. Am Kopf sind die orange gefärbten Zeichnungselemente vor allem im Scheitelbereich ausgedehnter, die Behaarung auf den Wangenplatten ist weniger dicht, aber länger. Auch die Beine sind orange gefärbt, auf der Innenseite teilweise braun überlaufen. Die Femora (Schenkel) tragen drei Dornen, deren äußerster sehr klein ist. Die in Ruhelage dachartig über dem Körper zusammengelegten Flügel sind glasklar (hyalin), ihre Basis und die Aderung in der Vorderhälfte orange, an der Basis der Hemielytren und deren Clavus teilweise schwarz. Am Hinterleib ist der weiße, wachsbedeckte Anteil weniger weit nach hinten ausgedehnt. Der Deckel (Operculum) des schallerzeugenden Tymbalorgans ist länger orange beschuppt und beim Männchen abgerundet, beim Weibchen eckig begrenzt.
Die Art ist im männlichen Geschlecht an der Form der Begattungsorgane unterscheidbar. Von den sehr ähnlichen Arten Tibicen plebejus und Tibicen isodol unterscheidet aber vor allem der Gesang der Männchen. Der Gesang ist merklich langsamer als bei Tibicen plebejus.

## Verbreitung
Die Art wurde erstbeschrieben aus Kemalpaşa in der Provinz Izmir, Türkei. Die Art kann in der Türkei sympatrisch mit Tibicen plebejus vorkommen, teilweise sogar am selben Baum. Sie ist, soweit bekannt, an der türkischen Ägäisküste weit verbreitet. Auf den Inseln kommt aber immer nur eine Art der Gattung vor (vikariierendes oder allopatrisches Verbreitungsmuster). Tibicen gemellus wird angegeben für die Inseln im Osten der Ägäis, während Tibicen plebejus auf den westlichen Inseln und auf dem griechischen Festland vorkommt. Auf einigen zentralen Inseln (den Kykladen, Karpathos und Kreta) wurde keine der Arten gefunden. Nachweise von Tibicen gemellus liegen vor für Lesbos, Chios, Ikaria, Samos und Rhodos, außerdem auch von Zypern.

## Biologie
Die Art lebt, soweit bekannt, an Bäumen und anderen Holzgewächsen aller möglichen Arten. Wie alle Singzikaden ist auch diese Art ein Xylemsauger. Mit Hilfe ihres Rüssels stechen die erwachsenen Tiere die Leitungsbahnen verschiedener Gehölze an und saugen den an Nährsalzen reichen Pflanzensaft. Die unterirdisch lebenden Larven der Singzikaden saugen den Pflanzensaft von Pflanzenwurzeln. Um sich unter der Erde besser fortbewegen zu können, sind ihre Vorderbeine zu Grabbeinen umgewandelt. Die Larve von Tibicen gemellus ist bisher nicht beschrieben worden, so dass mögliche Besonderheiten der Art unbekannt sind.

## Taxonomie und Systematik
Die Art wurde von Boulard erst im Jahr 1988 neu beschrieben. Vorher war sie nicht von der weit verbreiteten und sehr ähnlichen Tibicen plebejus unterschieden worden.
Die Gattung Lyristes ist taxonomisch umstritten. Einige Taxonomen halten den Namen für ein ungültiges jüngeres Synonym von Tibicen Latreille 1825 (von anderen wird der Name auch Berthold, 1827 zugeschrieben), sie nennen die Art dann Tibicen gemellus. Der Name Tibicen war lange Zeit bei amerikanischen Forschern populär, während Lyristes von den Europäern bevorzugt wird. Da beide Gattungen dieselbe Typusart besitzen (Cicada plebeja Scopoli, 1763) kann nur einer der beiden Namen verfügbar sein. Der Fall wurde der International Commission on Zoological Nomenclature zur Entscheidung vorgelegt, die bisher nicht entschieden hat.
Bei einer phylogenomischen Untersuchung verschiedener Singzikaden aus Amerika und der Paläarktis waren Tibicen plebejus und Tibicen gemellus Schwesterarten.